# Antonín Emil Titl
Antonín Emil Titl, často psán Tittl, (2. října 1809 Pernštejn – 21. ledna 1882 Vídeň) byl český kapelník a hudební skladatel.

## Život
Narodil se v rodině hospodářského úředníka na hradě Pernštejně. Byl pokřtěn jako Antonín František Serafinský. V roce 1821 byl poslán do Frankštátu (dnes Nový Malín) k učiteli Thiemovi, u nějž se naučil hrát na varhany, na kontrabas a základy generálního basu. V sedmnácti letech přišel do Brna, kde se měl připravovat na učitelské povolání, ale zcela jej zaujala hudba. Studoval u Gottfrieda Riegra, stal se kontrabasistou brněnského divadla a příležitostně komponoval scénickou hudbu.
V roce 1832 zkomponoval na libreto svého přítele Antonína Bočka operu Die Burgfrau (Bílá paní pernštejnská) na motivy moravské pověsti o Bílé paní. Opera premiéru 28. května 1832 v Brně za řízení autora a měla velký úspěch. Tittl pak přesídlil do Olomouce, kde byla tato opera rovněž uvedena a kde v roce 1832 napsal slavnostní mši k intronizaci hraběte Ferdinanda Chotka do funkce olomouckého arcibiskupa. Nepodařilo se mu však v Olomouci získat trvalé zaměstnání, tak patrně hned následujícího roku odešel do Prahy. Komponoval klavírní skladby, písně a sbory v romantickém duchu, zřetelně ovlivněné tvorbou Franze Schuberta a Roberta Schumanna. Měly úspěch a řada jich byla vydána tiskem.
V roce 1835 se stal vojenským kapelníkem 28. pěšího pluku hraběte Latoura. S vojenskou hudbou pořádal koncerty na Slovanském (tehdy Barvířském) ostrově, které zaujaly i Bedřicha Smetanu. Kromě populárních skladeb Johanna Strausse, Josefa Lannera či Josefa Labického uváděl i závažnější skladby Mozartovy a Ludwiga van Beethovena. Učinil tak z ostrova významné pražské kulturní centrum.
V roce 1840 se stal dirigentem ve známém vídeňském divadle v Josefstadtu. Pro toto divadlo psal hudbu k fraškám, hudebním komediím i výpravným hrám. Největšího úspěchu se dočkal hudbou ke hře Wastl oder die Bömischen Amazonen. Polka s této hry (Wastl-Polka) doslova zlidověla. Stejně populární se stala i komedie Der Zauberscheier (1842), která se dočkala více než 300 představení. Hrála se i v pražském Národním divadle jako Čarovný závoj.
V roce 1850 získal místo dirigenta vídeňského Dvorního divadla (Hofburgtheater), kde působil až do roku 1870. Pro toto divadlo komponoval scénickou hudbu, předehry, různé vložky i celá melodramata a pracoval pro něj i po odchodu do důchodu. V tomto divadle uvedl i svou druhou operu: Das Wolkendkind.

## Dílo (výběr)
Celkem zkomponoval na 300 skladeb, z nichž zhruba třetina vyšla i tiskem. Jejich úroveň je nevyrovnaná. Umělecky jsou nejvýše ceněny jeho písně z pražského období života.

### Opery
- Die Burgfrau
- Das Wolkendkind

### Scénická hudba
- Wastl oder die Bömischen Amazonen
- Der Zauberscheier
- Der Todtentanz
- Mammons Palast

### Ostatní skladby
- Die Nächtliche Heerschau (orchestrální balada)
- Sérénade célèbre
- Torquato Tasso (ouvertura)
- Veselé ženy windsorské (ouvertura)
- Kupec benátský
- Ouvertura dle slovanských nápěvů
- Märsche des löblichen k. u. k. Infanterie-Regiments Graf Latour